# Raymond de la Haye

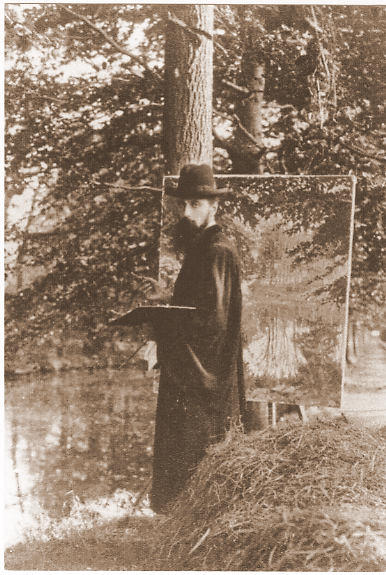
Raymond de la Haye omstreeks 1910

Raymond Jean de la Haye (Lier, 30 maart 1882 - Wandre, 5 of 6 augustus 1914) was een kunstschilder en graficus.

## Biografie

### Jeugd
Raymond de la Haye was het tweede kind van Willem Franciscus de la Haye (eveneens een geboren Lierenaar, op de Burgerlijke Stand echter ingeschreven als Delahaye) en Anna Josepha Virginia de Han (afkomstig uit Spontin). Thuis werd Frans gesproken. Ook op school werd toen Frans gesproken. De vader van Raymond de la Haye stierf reeds in 1889. Raymond kon dit overlijden zeer moeilijk verwerken, wat leidde tot ernst en weemoed dat ook veel van zijn latere werk zou typeren. Hij ging naar de Rijksschool voor middelbaar onderwijs in Lier. Ook Felix Timmermans, die vier jaar jonger was, ging naar dezelfde school. Ze leerden elkaar kennen in de tekenschool waarnaar ze buiten de lesuren gingen. Al vlug ontstond een hechte vriendschap. Op 15 jaar ging hij opleiding volgen in het atelier van architect Chambon te Schaarbeek. Na de lesuren volgde hij daar dan nog les in de plaatselijke kunstacademie. Daar merkte Privat-Livemont zijn talent op. Op 8 januari 1899 richtte Raymond de la Haye mee een studiekring voor algemene ontwikkeling op: Letterkring. Raymond werd de eerste voorzitter, maar negen maanden later werd de studiekring al terug opgedoekt omdat de la Haye te streng was en te hoge eisen stelde. Naast zijn creatieve engagement was hij ook op sportief vlak actief met turnen.

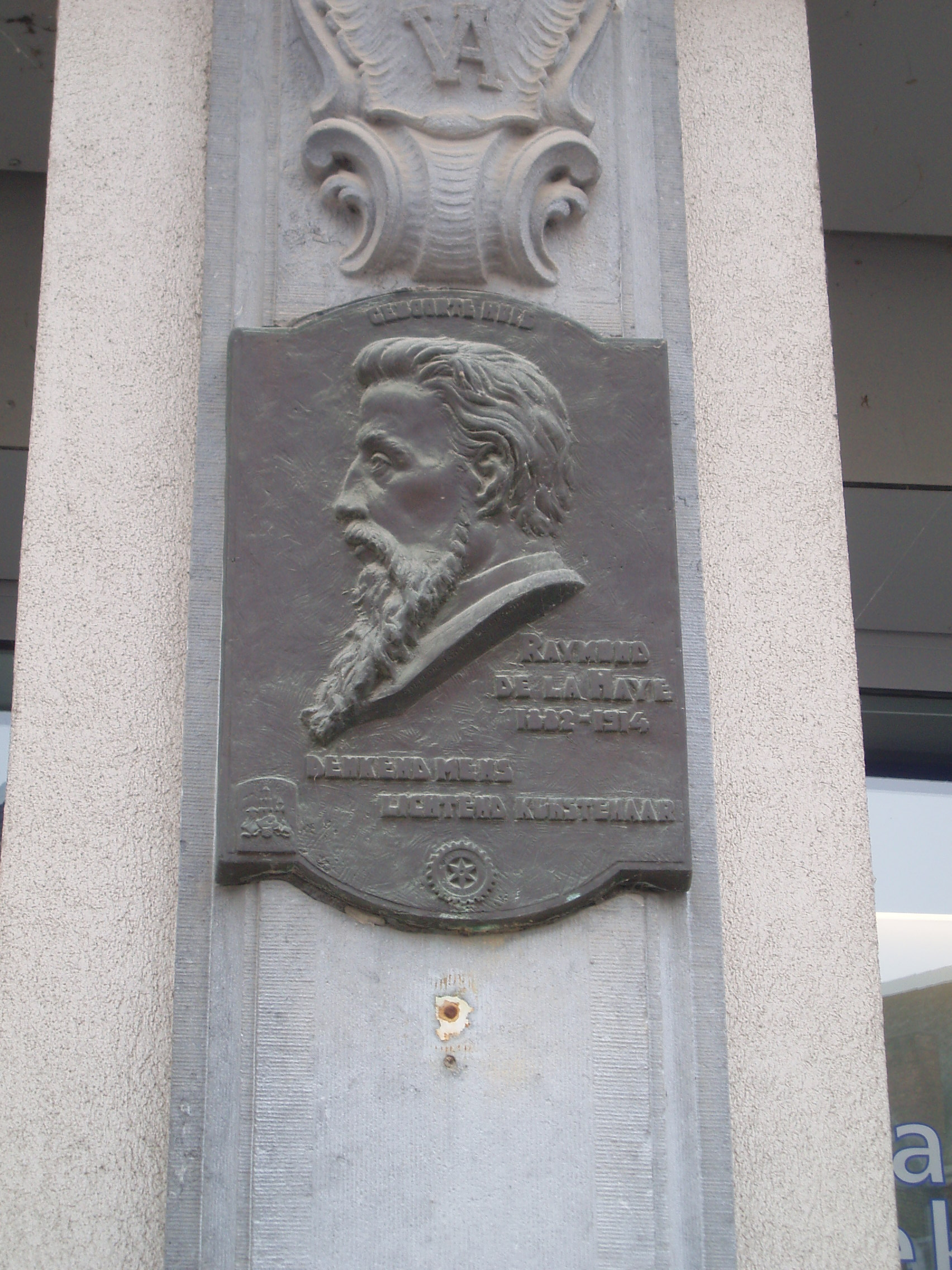
Herdenkingsplaat van Raymond de la Haye, "denkend mens", aan zijn geboortehuis op de Grote Markt nr. 14-15 te Lier.

### Volwassenheid
In 1902 werd Raymond de la Haye mee uitgeloot voor verplichte militaire dienst. Hij werd gekazerneerd in Antwerpen. Daarom moest hij zijn lessen bij Privat-Livemont opgeven en liet hij zich inschrijven aan de Antwerpse academie. Later in datzelfde jaar wilde hij zich ook deelnemen aan het toelatingsexamen voor het Hoger Instituut voor Schone Kunsten te Antwerpen, maar daar werd hij geweigerd omdat hij zich niet kon neerleggen bij de daar gestelde verwachtingen. Deze houding zal hem later nog typeren. Door allerlei contacten kreeg hij interesse voor de theosofie en ging zich daarin verdiepen. Hij was sterk onder de indruk van onder meer Joséphin Péladan. Onder invloed van theosofen liet de la Haye zijn baard groeien en tooide zich voor de rest van zijn leven met een wijde, lange zwarte mantel, zoals op een aantal foto's is te zien. In 1904 zit zijn militaire dienst erop en keert hij terug naar Lier. Daar viel hij op door zijn kledij. Dan ontstaan of verdiepen een aantal belangrijke vriendschappen: Felix Timmermans, Antoon Thiry, Renaat Veremans, Flor Van Reeth, ... Hij werd eveneens goed bevriend met kunstschilder Edmond Verstraeten. Naar zijn voorbeeld wordt Raymond de la Haye ook vegetariër. Later (na 1908) werd de la Haye geraakt door het denken van Gustaaf Simons, priester en leraar aan het Sint-Gummaruscollege. Hieruit ontstaat een blijvende vriendschap. Onder invloed van Simons zal Raymond de la Haye zich bekeren tot het katholicisme en komt er een afstand met Timmermans. Financieel bleef de la Haye het moeilijk hebben. Gesteund door burgemeester Florent Van Cauwenbergh kreeg hij in 1908 een deeltijdse job als leraar plastische opvoeding in de Rijksmiddenschool te Lier. Dit zorgde voor een vaste bron van inkomsten. Toch bleef de la Haye kampen met een toenemend gevoel van vereenzaming. In brieven uit hij zich als rusteloos, donker, alleen. Veel van zijn vroegere vrienden hebben meer afstand genomen van hem. Met grote gestrengheid wijdt hij zich aan studie, lectuur en meditatie. Hoewel Franstalig opgevoed, steunt hij mee de Vlaamse bewustwording en heeft hij bewondering voor Hugo Verriest en August Laporta. Als geheelonthouder schrijft hij bovendien soms artikels tegen het alcoholisme. Met de jaren vindt hij meer gemoedsrust en kent hij vreugdevolle tijden.

### Dood
In 1914 lijkt Raymond de la Haye voor een doorbraak te staan op kunstzinnig gebied, maar dan breekt de Eerste Wereldoorlog uit. De la Haye wordt opgeroepen voor de strijd. Reeds in het prille begin van de oorlog, op 5 of 6 augustus 1914, sneuvelt hij te Wandre bij gevechten rond de heuvel van Rabosée. Hij was soldaat bij het negende linieregiment.

## Creatieve invloeden
Eerst en vooral is er Henri Van der Hecht. Deze was een grootoom van Raymond en een schilder van landschappen. Tijdens zijn leertijd (1897-99) komt hij onder invloed van de decoratieschilder Privat-Livemont, bij wie hij ook avondlessen volgt aan de Academie te Schaarbeek. Twee jaar later schrijft hij zich in aan de Koninklijke Academie voor Schone Kunsten van Antwerpen waar hij in contact komt met Jean Delville die hem steunt en inwijdt in de geesteswereld van Sâr Péladan, de toenmalige Parijse kunstpaus. Raymond wordt een trouwe adept. Hij volgt de regels en de kledingvoorschriften van zijn mentor. Kunstenaarschap is priesterschap, kunst is als een gebed, los van het materiële en gericht op de Rozenkruisersidealen van schoonheid, naastenliefde en geloof. 
Een belangrijk moment in het kunstenaarsleven van Raymond de la Haye is zijn weigering aan het Hoger Instituut voor Schone Kunsten te Antwerpen. Dit instituut had de opstap kunnen zijn naar bekendheid. De toenmalige directeur, Juliaan De Vriendt was echter een tegenstander van vernieuwing en eiste van de la Haye dat hij de leiding van De Vriendt aanvaardde. De la Haye weigerde dit en werd afgewezen. Vanaf dan bleven alle officiële poorten voor hem gesloten en dit gedurende vele jaren. Zijn deelname aan allerlei wedstrijden werd gedwarsboomd door juryleden. 
De stijl van Raymond de la Haye werd beïnvloed door verschillende elkaar opvolgende en bestrijdende stromingen: het impressionisme, de Prerafaëlieten, het symbolisme en de Arts-and-craftsbeweging. Nadien kwam hij onder meer via Edmond Verstraeten in contact met het luminisme. In deze stijl maakte hij verschillende werken, sommige ook pointillistisch. Hij legt zich toe op wetenschappelijke kleurenleer en bestudeert hierbij vooral de theorieën van Gustave De Lescluze (1842-1918).
Op muzikaal gebied was hij in de ban van Richard Wagner. Dit komt tot uiting in bijvoorbeeld een schilderij van Siegfried. In zijn lezingen over kunstwetenschap en esthetiek spreekt hij over de poëzie van Verlaine en Rimbaud en over de muziek van Wagner.
Door zijn eigenzinnigheid werd De la Haye lang geweerd door de officiëlen uit de kunstwereld. Zijn steun aan de Vlaamse bewustwording is hiervan eveneens een illustratie. Zo werd in 1912 zijn inzending voor de officiële affiche voor de Wereldtentoonstelling van 1913 te Gent eenparig geselecteerd. De jury stelde alleen als voorwaarde dat de zwarte leeuwenklauw die hij op de Belgische vlag had toegevoegd, werd verwijderd. Raymond de la Haye weigerde, waarop zijn inzending niet werd aanvaard. Pas in 1914 stond de la Haye voor een echte doorbraak. Zo kende een jury hem de eerste prijs toe voor een ontwerp van een affiche voor de feestelijke ommegang van de relieken van Sint-Gummarus.

## Werk

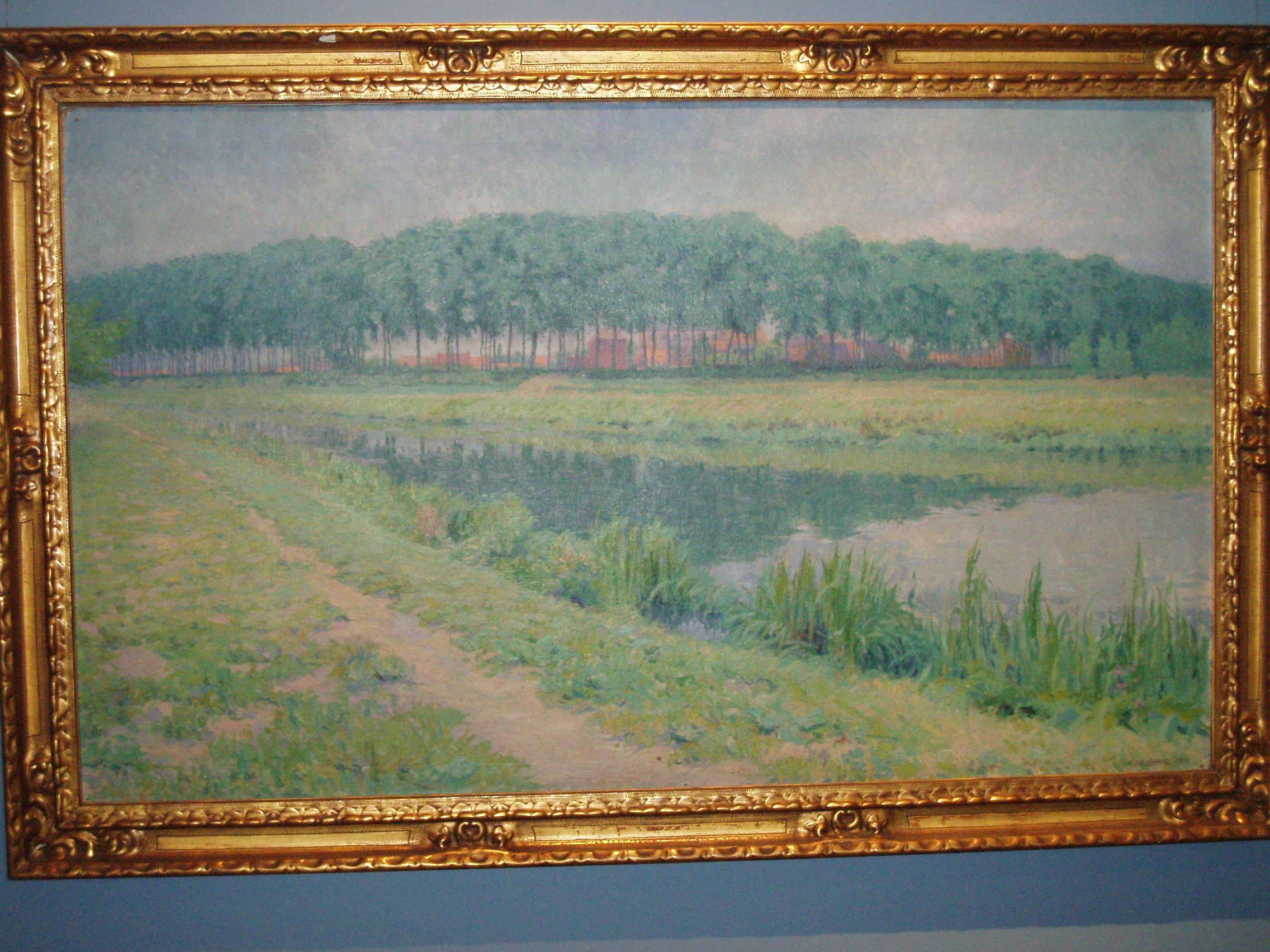
Breed Netegezicht met Begijnenvest (een werk van de la Haye uit 1913, te bezichtigen in het Timmermans-Opsomerhuis)

Een groot deel van zijn werken kwam tot stand in het atelier dat Raymond de la Haye mocht gebruiken in de Wijngaardstraat. Hij maakte vooral schilderijen en etsen, maar verder ook koperwerk (onder andere een beeltenis van Laporta). Hij schreef ook een aantal teksten, brieven en dagboeknotities. Zijn eerste olieverfschilderij - Begijnhofstraatje - maakte hij in 1899. Terugkerende thema's zijn het Lierse begijnhof en andere Lierse zichten, de Nete, maar ook religieuze en mythologische figuren. Tijdens Wereldoorlog I werden veel werken van de la Haye gestolen of vernietigd.

## Varia
- Bij de heropening in 2000 van het gerenoveerde Stedelijk Museum Lier had een retrospectieve Raymond De la Haye plaats. Ter gelegenheid daarvan schonk de bekende kunstverzamelaarsfamilie Franck het schilderij 'Siegfried' en de schilderskist van Raymond De la Haye aan de Stad Lier.
- In 2014 maakten werken van Raymond de la Haye deel uit van de kunsttentoonstelling ’Sterne fallen. Von Boccioni bis Schiele. Der Erste Weltkrieg als Ende europäischer Künstlerwege’ in het museum Kunsthalle zu Kiel.
- In Lier is er sinds 1965 een Kunstkring Raymond de la Haye die de belangstelling voor kunst en cultuur wil stimuleren. Op hun blog zijn ook foto's van Raymond de la Haye en zijn werken te vinden.[2]

## Musea of openbare plaatsen met werk van Raymond de la Haye
- Antwerpen: stadhuis: schilderij Lente
- Brussel: prentenkabinet van de Koninklijke Bibliotheek: proefdrukken, tekeningen, ontwerpen, schetsen
- Lier: Stedelijk Museum Wuyts-Van Campen en Baron Caroly: "Het meisje voor de spiegel" 1910
- Lier: Timmermans-Opsomerhuis: schilderijen, tekeningen en etsen